# 马大猷
马大猷（1915年3月1日—2012年7月17日），男，原籍广东潮阳，生于北京，中国物理学家，中国现代声学事业的开创者和奠基者之一。曾任民盟中央名誉副主席。

## 生平

### 早年
马大猷早年与家人生活在北京的潮州会馆。1932年毕业于北师大附中，虽受到清华北大的两所大学的通知书，但由于家境贫寒，最终放弃了学费昂贵的清华机械系，选择了当时的“穷北大”物理系。

### 中年
1936年，毕业于北京大学物理系。1937年底，在吴有训的建议下，前往加州大学物理系学习。
1939年，获美国哈佛大学硕士学位。1940年，获哈佛大学博士学位，成为该校历史上第一个用两年时间就获得博士学位的人。同年回国任西南联大工学院电机系任教授。
1945年末國民政府重建國立北京大學（傅斯年代理校長領導），新設醫、工、農3個學院，馬博士做了北大首任工學院院長。为最年轻的一位工学院院长。
1952年，任哈尔滨工业大学教授、教务长。
1955年，先后任中国科学院物理研究所、电子研究所和声学研究所研究员、副所长。1955年当选为中国科学院学部委员（院士），
1958年，任中国科学技术大学教授。1959年，负责人民大会堂的音质设计工作。马大猷還想做消音材料研究，可是“文革”迫使他中止了。他起初還认为：既然叫“文革”，对科学家来说，就是要在科学领域里攻克难关，不断取得革命性的突破。“但是，后来大家都去‘革命’了，我也就被‘革命’了。”马大猷风趣地说。

### 晚年
1978年起，恢復兼任中国科学院研究生院副院长。
1989年，马大猷反对建设三峡大坝。
2005年，马大猷给时任国务院总理温家宝寄去其撰写的《国家实力根本源于基础研究》与《推广基础研究》两篇文章。
2008年，患上脑溢血后不慎摔了一跤，马大猷就再也没去中科院声学所，而且他还因此而失去了记忆。
2012年7月17日8时40分在北京逝世，享年97岁。

## 社会兼职
担任《声学学报》主编，中国声学学会副理事长，中国环境科学学会副理事长，中国标准化协会副理事长。

## 荣誉
- 美国声学学会会士
- 中国科学院院士（1955年）
- 中国科学院资深院士（1998年）。

## 学术成就
- 1938年，发表论文《矩形室内低频简正频率的分布》，被认为是声学中应用简正波理论的基础，也是严格室内声学的基础。
- 1950年代领导设计建造了具有独创性的中国第一个声学实验室，提出了语音统计分析分布的新理论，成功地领导了北京人民大会堂的音质设计，并在吸声结构、喷注噪声及其理论和应用、环境科学、非线性声学等多方面提出重要理论[4]。
- 1966年，马大猷研制了微穿孔板吸声结构[5]。

## 家庭
父亲马有略，晚清举人，日本明治大学法学学士，后在北洋政府农商部任职。